# Muveran
Muveran ist der Name für zwei markante, nördlich des Rhonetals stehende Berggipfel in den Waadtländer Alpen (Teil der Berner Alpen) in der Schweiz.  Die Gipfel bilden die nordöstliche Fortsetzung der Dent-de-Morcles-Kette. Über den Berggrat verläuft die Grenze zwischen den Kantonen Waadt und Wallis.
Der Grand Muveran erreicht 3051 m ü. M., der Petit Muveran 2811 m ü. M.
Zwei kleine Gletscher (Plan Névé) gibt es unterhalb der steilen Nordflanke des Grand Muveran. Südlich des Grand Muveran befindet sich auf 2580 m ü. M. die Cabane Rambert des Schweizer Alpen-Clubs SAC. Von dieser kann der Grand Muveran über einen hochalpinen Steig erklommen werden.
Topografisch erscheinen die Berge südlich des Pas de Cheville (2038 m) als zusammenhängendes Gebirgsmassiv. Neben dem Grand Muveran haben folgende Berge eine Schartenhöhe(SH) über 300 m: Haut de Cry (2969 m/SH 515 m), Dent de Morcles (2969 m/SH 466 m), Dent Favre (2917 m/SH 316 m), Grand Chavalard (2901 m/SH 447 m) und die Arrête de L’Argentine (2422 m/SH 393 m).

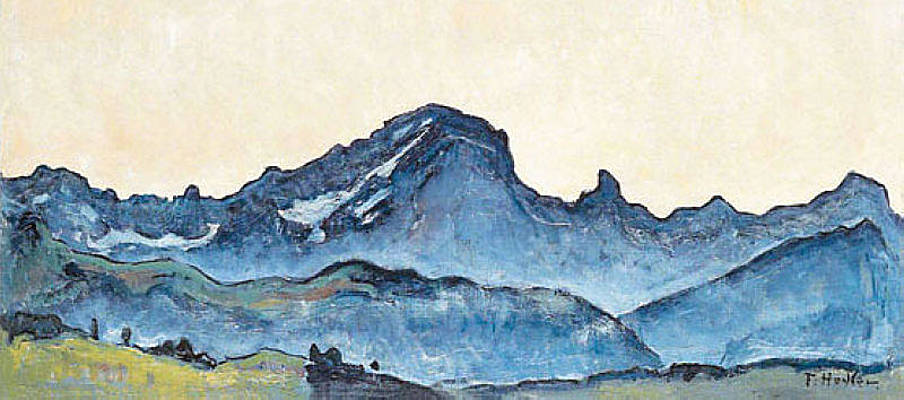
Hodlers „Le Grand Muveran“

Der Schweizer Maler Ferdinand Hodler fertigte 1912 während eines Aufenthalts in Chesières das Gemälde „Le Grand Muveran“. Im Jahr 2003 wurde es für 1.534.000 Schweizer Franken verkauft.

## Tour des Muverans
Das Gebirgsmassiv südlich des Pas de Cheville wird seit 1989 durch den Höhenweg Tour des Muverans umrundet, der eine Gesamtlänge von etwa 50 Kilometern hat. Er verläuft im Uhrzeigersinn vom Lac de Derborence über den Col de la Forcle zur Cabane Rambert, von der ein Abstecher zum Gipfel des Grand Muveran möglich ist. Von der Cabane Rambert verläuft der Weg weiter über den Col de Fénéstral zu den Lacs de Fully und über den Col du Demècre zur Cabane de la Tourche und umrundet dabei die Dent Favre und die Dents de Morcles. Anschliessend überquert die Tour des Muverans den Col des Perris Blancs und verläuft dann entlang des Flusses Avançon de Nant bis nach Pont de Nant und über den Col des Essets, die Alpe Anzeinde und den Pas de Cheville zurück zum Ausgangspunkt am Lac de Derborence. Die Tour ist als anspruchsvolles Bergwandern nach der SAC-Wanderskala klassifiziert.